# Pauridiantha divaricata
Pauridiantha divaricata är en måreväxtart som först beskrevs av Karl Moritz Schumann, och fick sitt nu gällande namn av Cornelis Eliza Bertus Bremekamp. Pauridiantha divaricata ingår i släktet Pauridiantha och familjen måreväxter. IUCN kategoriserar arten globalt som sårbar. Inga underarter finns listade i Catalogue of Life.